# Міжгірська улоговина

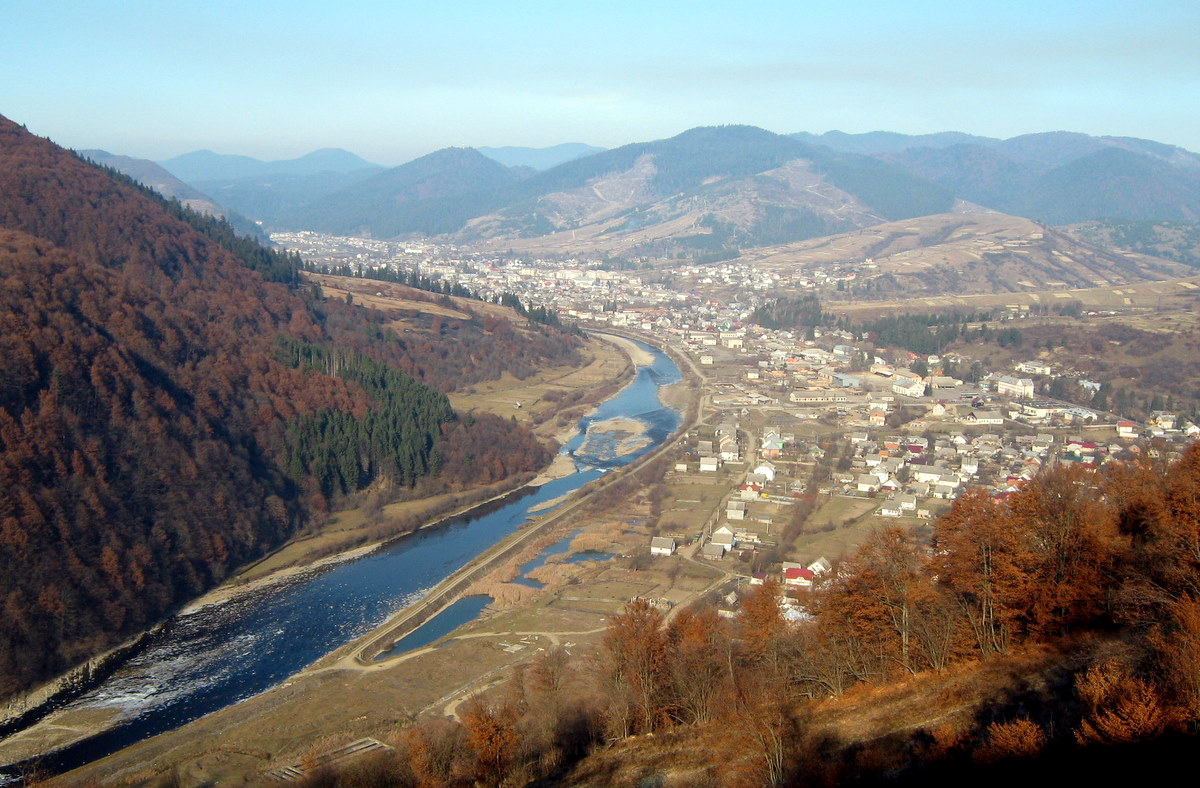
Вигляд на Міжгірську улоговину, смт Міжгір'я та річку Ріку

Міжгі́рська улого́вина — назва південно-східної частини Воловецько-Міжгірської верховини. Розташована між полонинами Боржава і Красна.
У межах Міжгірської улоговини розташоване смт Міжгір'я. 